# Bedford JJL
Der Bedford JJL war das erste Midibusmodell von Bedford. Es wurde 1979–1981 gebaut. 

## Fertigung
Es wurden einschließlich des Prototyps nur vier JJL hergestellt. Die „Serienfahrzeuge“ waren:
| Fahrgestellnummer | Zulassungsnummer in Großbritannien | Karosseriekennzahl | Sitzplätze | Bauzeit       |
| ----------------- | ---------------------------------- | ------------------ | ---------- | ------------- |
| IRK0JL9008        | UKX335X                            | Marshall 260250    | B24F       | 1981          |
| IRK0JL9009        | AVS903T                            | Marshall 260251    | B24F       | November 1978 |
| IRK0JL9010        | EKX648T                            | Marshall 260252    | B24F       | 1978          |
| IRK0JL9011        | HKX553V                            | Marshall 260253    | B24F       | November 1979 |

Das Baudatum des ersten Fahrgestells zeigt an, dass dies der Prototyp war, der in ein Serienexemplar umgewidmet wurde. Dabei muss allerdings angemerkt werden, dass diese Daten nicht mit denen folgender Quellen übereinstimmen:

## Einsatz
Die Verkehrsgesellschaft in Maidstone übernahm die JJL 1981 / 1982. Die Busse mit den Zulassungsnummern UKK 335X und AVS 903T wurden zunächst nach Brighton verkauft, dann 1992 an Northern Bus in Sheffield. EKX 648T ging ebenfalls nach Brighton, wurde aber 1988 verschrottet, nachdem er einem Baum gelandet war. HKX 553V wurde 1983 an die Nahverkehrsgesellschaft in Bournemouth verkauft und ging dann an die Goodman Group, wo er zusammen mit Rambler- und Goodman-Bussen eingesetzt wurde. Dies ist der letzte noch im Einsatz befindliche JJL.

## Nachfolger
Ende der 1970er- / Anfang der 1980er-Jahre waren Midibusse noch nicht so gefragt, der JJL war ein Vorreiter des kommenden Booms. 10 Jahre später baute Tricentrol in Dunstable eine Kurzversion des Bedford-YMQ-Fahrgestells mit der Bezeichnung YMQ/S. Dieser wurde, ebenso wie z. B. der Dennis Dart, in deutlich größerer Stückzahl gebaut.